# Stubendorffia aptera
Stubendorffia aptera är en korsblommig växtart som beskrevs av Vladimir Ippolitovich Lipsky. Stubendorffia aptera ingår i släktet Stubendorffia och familjen korsblommiga växter. Inga underarter finns listade i Catalogue of Life.